# 大都市地域における宅地開発及び鉄道整備の一体的推進に関する特別措置法
大都市地域における宅地開発及び鉄道整備の一体的推進に関する特別措置法（だいとしちいきにおけるたくちかいはつおよびてつどうせいびのいったいてきすいしんにかんするとくべつそちほう、平成元年6月28日法律第61号）は、鉄道新線の整備により住宅地が大量に供給されることが見込まれる地域において、宅地開発および鉄道整備を一体的に推進するために必要な特別措置を講じることに関する日本の法律である。宅地・鉄道一体化法または一体化法・宅鉄法と略される。
1989年6月28日に公布された。具体的には常磐新線（つくばエクスプレス）とその沿線地域を対象としたものであり、法律上は首都圏、近畿圏、中部圏において適用できることとなっているが、常磐新線以後の適用例は無い。所管省庁は総務省および国土交通省。